# Fläsket brinner
Fläsket brinner är ett svenskt instrumentalt proggband från Stockholm som bildades 1970. Efter ett flertal medlemsskiften upplöstes bandet 1981, men återförenades 2003. Bandet har ett mycket personligt jazzrocksound med betydande inslag av improvisation.

## Biografi
Fläsket brinner bildades i Stockholm i maj 1970 av Per Bruun (bas), Bengt Dahlén (gitarr), Sten Bergman (orgel), Gunnar Bergsten (saxofon) och Erik Dahlbäck (trummor). Flera av medlemmarna hade tidigare spelat tillsammans i bandet Atlantic Ocean. Fläsket brinner hade sin första spelning i Moderna museets trädgård 1970 och samma år medverkade man på första och andra Gärdesfesten i juni respektive augusti. En låt från augustispelningen finns med på samlingsalbumet Festen på Gärdet, utgiven av Silence Records 1971. Från och med augusti utökades bandets liveuppsättning till att även innehålla organisten Bo Hansson och Bill Öhrström på munspel och congas.

### Första skivan:Fläsket brinner
Under hösten och vintern 1970-1971 spelade gruppen in sitt debutalbum, det självbetitlade Fläsket brinner. Skivan spelades in vid tre olika tillfällen: 20 november 1970, Liljevalchs konsthall, 1 december 1970, Stockholms konserthus och 17-18 januari 1971, Decibel Studios. På spelningen i konserthuset var Fläsket brinner förband till Frank Zappa. Just Zappa var för övrigt en stor musikalisk inspiration för gruppen.
Under sommaren samma år slutade Bergman i bandet och rollen som organist övertogs istället av Bo Hansson. Gruppen förstärktes även under livespelningar av Bobo Stenson på piano. Med dessa nytillskott uppträdde bandet återigen på Gärdesfesten, med en repertoar bestående av Hanssons låtar från skivan Ur trollkarlens hatt samt en del turkisk folkmusik. Den sistnämnda genren letade sig in i bandet via Bergsten, som spelade tillsammans med Maffy Falay under samma tid. I december 1971 släpptes singeln Wild Thing, där dock inte Stenson medverkade.

### Andra skivan:Fläsket
I januari 1972 började bandet spela in sitt andra album, Fläsket.  Gruppen hade nu förstärkts av Mikael Ramel på gitarr och sång. Vid samma tidpunkt slutade Hansson som organist även om han dock medverkar på skivan på en låt, samt som låtskrivare på två. När skivan var färdig hade den blivit en dubbel-LP där den ena skivan bestod av studioinspelade låtar och den andra av liveinspelningar gjorda under en konsert i Örebro.

### 1973-1981
1973 kom gruppen att genomgå flera medlemsbyten. Dahlbäck och Ramel lämnade gruppen och kom att ersättas av Bosse Skoglund och Kenny Håkansson. Med denna sättning genomförde gruppen en del konserter, men gjorde inga skivinspelningar. Året efter tillkom Sebastian Öberg och Jan RF Ternald från bandet Älgarnas trädgård. I oktober 1975 medverkade man på samlingsalbumet Tonkraft. 1978 medverkade Okay Temiz med på trummor. 1980 fick bandet ytterligare en sättning. Dahlbäck återvände till bandet och Thomas Jutterström spelade orgel. Dessutom medverkade även Bruun, Dalén, Öhrström och ibland också Bergsten. 1981 gick bandet skilda vägar.

### Bandet återförenas
Under våren 2003 återförenades Fläsket brinner. Under hösten samma år utgavs samlingsalbumet Swedish Radio Recordings 1970-75, totalt fyra CD-skivor.

## Genrer och influenser
Fläsket brinner brukar räknas till proggrörelsen. Gruppens musik är till största delen instrumentell och blandar jazz med folkmusik och psykedelisk rock. Delar är också improviserade. Den huvudsakliga inspirationen kommer från Frank Zappa, men även The Who brukar räknas som inspiratörer.

## Medlemmar

### Nuvarande medlemmar
- Stefan Blomqvist, synth
- Erik Dahlbäck, trummor
- Bengt Dahlén, gitarr
- Anders Ekholm, saxofon
- Thomas Jutterström, orgel, elpiano
- Göran Lagerberg, bas

### Tidigare medlemmar
- Sten Bergman, orgel
- Gunnar Bergsten, saxofon
- Per Bruun, bas
- Bo Hansson, orgel, koskälla
- Mikael Ramel, gitarr, sång
- Bosse Skoglund, trummor
- Bobo Stenson, elpiano
- Jan Ternald, elpiano, synth
- Sebastian Öberg, el-mandola
- Bill Öhrström, munspel, congas

## Diskografi

### Studioalbum/livealbum
- Fläsket brinner (1971)
- Fläsket (1972)

### Samlingsalbum
- Swedish Radio Recordings 1970-75 (2003)

### Singlar
- Wild Thing (1971)

### Fotnoter
1. 1 2 3 4  Gradvall et al (2009), #370
2. 1 2 3 4 5 6 7 8 9 10 11  ”Fläsket brinner”. Progg.se. Arkiverad från originalet den 11 december 2011. https://web.archive.org/web/20111211053014/http://www.progg.se/band.asp?ID=14. Läst 29 augusti 2012.
3. ↑  ”Festen på Gärdet”. musikon.se. http://musikon.se/skivor.php?id=3231685. Läst 29 augusti 2012.
4. ↑  ”Fläsket”. Discogs.com. http://www.discogs.com/Fl%C3%A4sket-Brinner-Fl%C3%A4sket/release/1095131. Läst 31 augusti 2012.